# Digital Radio Mondiale

Logo del sistema

La Digital Radio Mondiale o DRM è l'unico sistema mondiale di trasmissione digitale non proprietario previsto per le onde corte, medie e lunghe ed in grado di utilizzare le stesse frequenze attualmente assegnate al servizio di radiodiffusione in modulazione di ampiezza (AM) nello spettro fino a 30 MHz.
L'idea base del DRM nacque durante un incontro a Parigi nel settembre del 1996, tra alcune delle più grandi emittenti e costruttori di apparati, vi erano rappresentanti di Radio France, Deutsche Welle, Voice of America e Thomcast. Durante questo raduno tutte le parti concordarono su un punto: i giorni per la radiodiffusione, sia nazionale che internazionale, con la tradizionale modulazione di ampiezza (AM) sotto i 30 MHz, erano vicini alla fine.
Da questo incontro e da successivi incontri nacque un nuovo organismo, DRM (Digital Radio Mondiale), i cui obiettivi sono:
- Formulare un progetto per la radiodiffusione digitale nelle onde corte e medie, in modo da definire degli standard mondiali che possano guidare il mercato e l'orientamento dei potenziali utenti.
- Facilitare la diffusione della tecnologia digitale di modulazione di ampiezza in quadratura (QAM) in tutto il mondo.

Questa tecnologia, che ha ricevuto l'approvazione del noto organo di standardizzazione International Telecommunication Union (ITU), promette l'inizio di una nuova era nella qualità del suono in broadcasting per trasmissioni a lungo, medio o corto raggio.
Ad oggi il DRM è l'unico standard universale, non proprietario, con qualità pari a quella MP3, che può integrare dati, testo, e video (Diveemo) visualizzabili su display.
Il DRM è progettato per impiegare una canalizzazione basata su segnali di 9–10 kHz di larghezza di banda, ma può impiegare larghezze minori o sfruttare anche larghezze di banda maggiori.
Può essere impiegato per ricevitori radio fissi e mobili, autoradio, PDA e ricevitori software. Impiega la modulazione COFDM, quindi tutti i dati sono distribuiti su portanti ortogonali tra loro, il cui numero varia in funzione della banda disponibile e del grado di protezione dai disturbi richiesto al segnale. Può impiegare codifiche audio MPEG-4 AAC per una qualità migliore, CELP per il parlato, HVXC per un bit-rate minimo.
Il DRM è un consorzio di broadcaster, ne fanno parte: BBC, RAI, e molti altri broadcaster europei e non.
Il DRM è stato standardizzato dall'ETSI con il numero ETSI ES 201 980.
Nel 2008, la BBC e la Deutsche Welle hanno lanciato in partnership un canale in inglese sulla DRM, disponibile in Francia, Germania e altri Paesi dell'Europa centrale e occidentale.

## Ricevitori per DRM
- AOR AR-DV1 (da verificare)
- UniWave Di-Wave 100
- Himalaya 2009
- TechniSat Multyradio
- SRZ RP-229 (annunciato)
- Morphy Richards 27024 (fuori produzione)
- Himalaya 2008 (annunciato)
- Sangean MP40 (annunciato e mai prodotto)

## DRM+
Nel marzo 2005 il consorzio DRM ha scelto di dare il via allo sviluppo di una versione di DRM che funzionasse nelle frequenze superiori a 30 MHz. Nell'agosto 2009 è stato standardizzato dall'ETSI lo standard DRM+: una versione di DRM che permette il funzionamento tra 30 MHz e 174 MHz.

## Software per ricevere DRM
I principali programmi per ricevere DRM su un computer sono:
- Dream - un software open-source, su sourceforge.net.
- Sodira
- Diorama